# 勃来诺
勃来诺（英語：Bolenol，INN，USAN，也被称为17α-乙基-19-去甲雄甾-5-烯-17β-醇，17α-ethyl-19-norandrost-5-en-17β-ol，乙雌异烯醇，ethylnorandrostenol）是一种同化類固醇（AAS）药物，其碳骨架结构可以看做是雌烷的17α-乙基衍生物或19-去甲孕烷的17α别构物，在1969年开始有文献报道，但从未上市过。